# Никонорівка (Краматорський район)
Никонорі́вка— село Миколаївської міської громади Краматорського району Донецької області, Україна. Населення становить 398 осіб.

## Населення

### Мова
Розподіл населення за рідною мовою за даними перепису 2001 року:
| Мова       | Кількість | Відсоток |
| ---------- | --------- | -------- |
| українська | 319       | 80.15%   |
| російська  | 79        | 19.85%   |
| Усього     | 398       | 100%     |

## Назва
Раніше село називалось Никанорівка. Назва була уточнена у період з 1979 по 1986 рр., хоча у довіднику адм.-тер. поділу Донецької області станом на 1.03.1988 р. було ще вказано під попередньою назвою.

## Транспорт
Селом проходять автошляхи місцевого значення:
- С051401 Никонорівка — Оріхуватка (6,6 км загалом; 2,7 км до М03)
- С051411 Никонорівка — Малинівка (3,4 км)